# Yoana Martínez
Yoana Martínez Barbero (* 18. November 1980 in San Sebastián) ist eine spanische Badmintonspielerin. 

## Karriere
Martínez gewann 1998 und 1999 drei Juniorentitel, bevor sie im Jahr 2000 die Hungarian International siegreich gestalten konnte. 2004 erkämpfte sie sich ihre ersten Titel bei den Erwachsenen bei den nationalen Titelkämpfen in ihrer Heimat Spanien und siegte auch bei den Spanish International. 2008 nahm sie an Olympia teil und wurde 17. im Dameneinzel. 

## Sportliche Erfolge
| Saison | Veranstaltung                               | Disziplin   | Platz | Name                                 |
| ------ | ------------------------------------------- | ----------- | ----- | ------------------------------------ |
| 1998   | Spanien: Einzelmeisterschaften der Junioren | Mixed       | 1     | Inigo Serrano / Yoana Martínez       |
| 1999   | Spanien: Einzelmeisterschaften der Junioren | Mixed       | 1     | Jon San Martin / Yoana Martínez      |
| 1999   | Spanien: Einzelmeisterschaften der Junioren | Damendoppel | 1     | Yoana Martínez / Mario Trujillo      |
| 2000   | Hungarian International                     | Damendoppel | 1     | Mercedes Cuenca / Yoana Martínez     |
| 2004   | Spanien: Einzelmeisterschaften              | Damendoppel | 1     | Lucía Tavera / Yoana Martínez        |
| 2004   | Spanien: Einzelmeisterschaften              | Dameneinzel | 1     | Yoana Martínez                       |
| 2004   | Spanish International                       | Damendoppel | 1     | Lucía Tavera / Yoana Martínez        |
| 2005   | Giraldilla International                    | Mixed       | 1     | José Antonio Crespo / Yoana Martínez |
| 2007   | Ecuador International                       | Dameneinzel | 1     | Yoana Martínez                       |
| 2008   | Olympia                                     | Dameneinzel | 17    | Yoana Martínez                       |
| 2008   | Spanien: Einzelmeisterschaften              | Dameneinzel | 1     | Yoana Martínez                       |